# Serra de Paranapiacaba
Serra de Paranapiacaba är en ås i Brasilien.   Den ligger i delstaten São Paulo, i den sydöstra delen av landet, 900 km söder om huvudstaden Brasília.
I omgivningarna runt Serra de Paranapiacaba växer i huvudsak städsegrön lövskog. Runt Serra de Paranapiacaba är det ganska tätbefolkat, med 60 invånare per kvadratkilometer.